# Безприм
Безприм або Пшесприм (пол. Bezprym; 986/987 — 1032) — польський князь у 1031—1032 роках.

## Життєпис

### Молоді роки
Походив з династії П'ястів. Старший син Болеслава I, короля Польщі, та Юдити (Каролди) Арпад, доньки Гези або Дьюли, великого князя Угорщини. Його ім'я має простолюдне походження. Невдовзі після його народження батьки розлучилися через погіршення стосунків Польщі з Угорщиною. Існує також версія, що Безприма було кастровано, проте ця версія не є достеменною (можливо його сплутали з його братом Мєшком). З огляду на ці обставини Безприм не став спадкоємцем трону. Напевне, що Безприму готувалася церковна кар'єра: в 1001 або 1003 році його було відправлено на навчання до одного з італійських монастирів біля Равенни. Будь-які інші відомості про молоді роки Безприма відсутні, окрім того, що в 1010-ті роки керував округом Зала.

### Боротьба за владу
Його брат Мєшко II, що 1025 року зійшовши на трон, побачив в Безпримі конкурента і вигнав брата з Польщі. Той втік до Києва, де дістав підтримку Ярослава Мудрого, а потім Мстислава Хороброго.
У 1031 році, коли Мешко був зайнятий на заході обороною Лужицьких земель, увійшов до Польщі зі сходу з руськими військами, захопив Варшаву і проголосив себе королем Польщі. На дяку за підтримку Безприм повернув Ярославу Мудрому Червенські міста.
Втім авторитет Безприма був такий малий, що імператор Конрад II зажадав від нього відіслати королівські регалії до Німеччини і правити як князь, визнаючи сюзеренітет імператора. Королівський титул був збережений за королевою Риксою, яка до Німеччини. Водночас Мєшко II втік до Чехії, де був схоплений князем Олдржихом, ув'язнений.
Боротьба за владу збіглася з вибухом соціального напруження. Крім невдоволення владою повсталі виявляли негативне ставлення до католицької церкви, заворушення відомі як «поганська реакція». На думку низки дослідників поганську реакцію очолив Безприм, намагаючись розширити кількість своїх прихильників. За іншою версію її очільником був небіж Безприма — Болеслав Забутий.
Водночас в Польщі залишалося багато прихильників Мєшка II. Безприм почав жорстокі гоніння на них. Втім його правління тривало недовго: в 1032 році Безприма було вбито вояками брата Оттона.